# Casa por la Identidad
La Casa por la Identidad es un espacio recuperado por las Abuelas de Plaza de Mayo ubicado en uno de los edificios de la antigua Escuela de Mecánica de la Armada (ESMA), en la ciudad de Buenos Aires, Argentina. 
Originalmente, el predio fue usado como Pabellón de Operaciones y Comunicaciones. Luego, funcionó allí la Escuela Nacional de Náutica Manuel Belgrano hasta que en noviembre de 2007, el entonces presidente Néstor Kirchner ordenó el desalojo del predio ocupado por la Marina.

## Un recorrido por la Casa de la Identidad
En la semana del Día de la Memoria, recorrieron el predio "Museo Sitio de Memoria ESMA"- ex Centro Clandestino de Detención, Tortura y Exterminio- donde visitaron La Casa por la Identidad de Abuelas de Plaza de Mayo y el Edificio de la Escuela Mecánica y Género de AEFIP Capital, a la cual asistieron compañeros de la Seccional, militantes y delegados de distintos lugares de trabajo.
Durante la visita recorrieron las distintas salas que componen "La Casa por la Identidad". Estuvieron en la "Sala 3 - Cuando hablan las imágenes" que llevaba este nombre porque el lugar contiene fotografías emblemáticas de los desaparecidos, la "Sala deportiva", "Sala de música", "Sala 9 - Escenario por la restitución", "Sala 2 - Las mamás y los papás" y "Sala 1 - La memoria de la lucha".

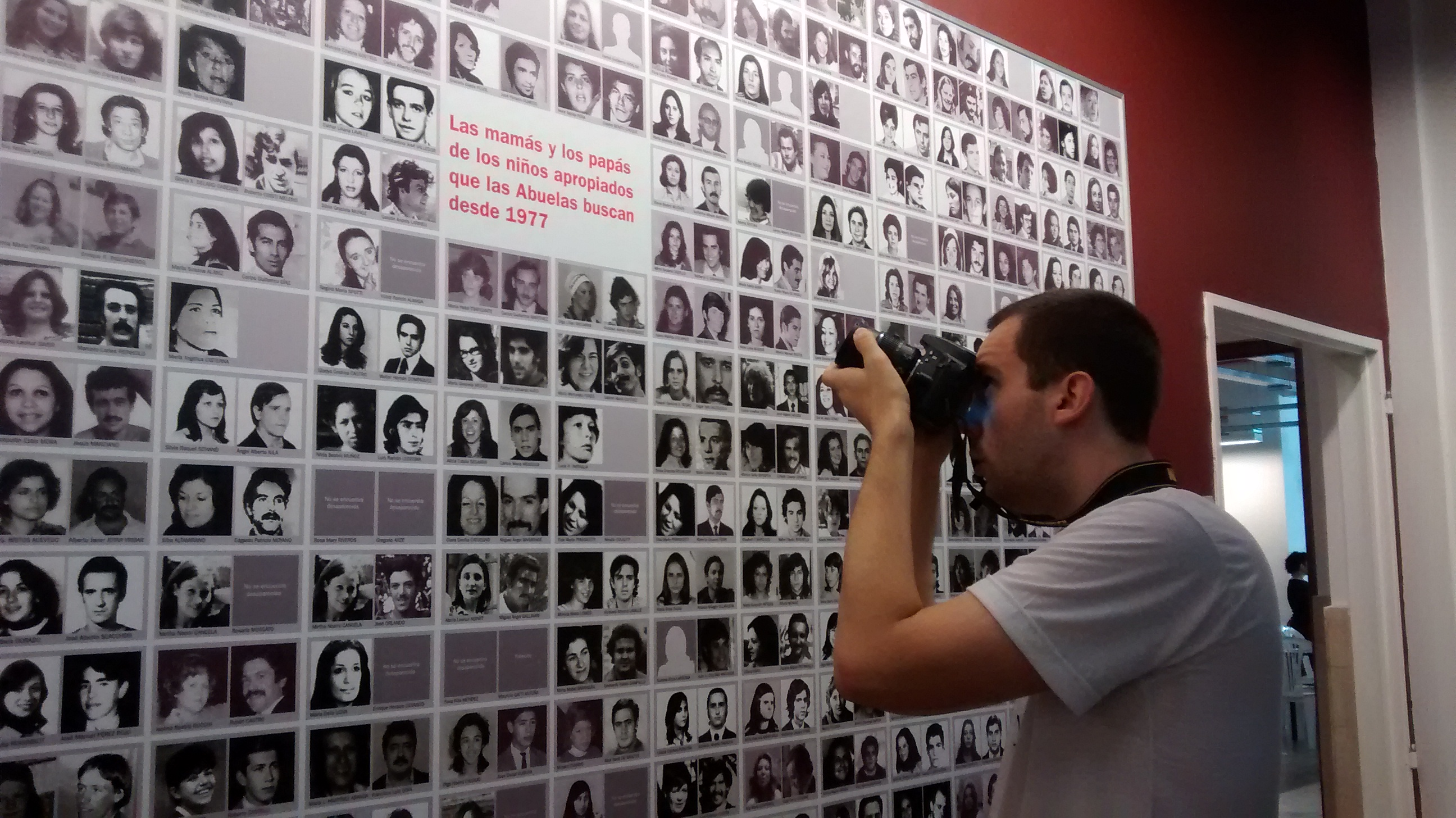
Voluntarios registrando la imágenes.

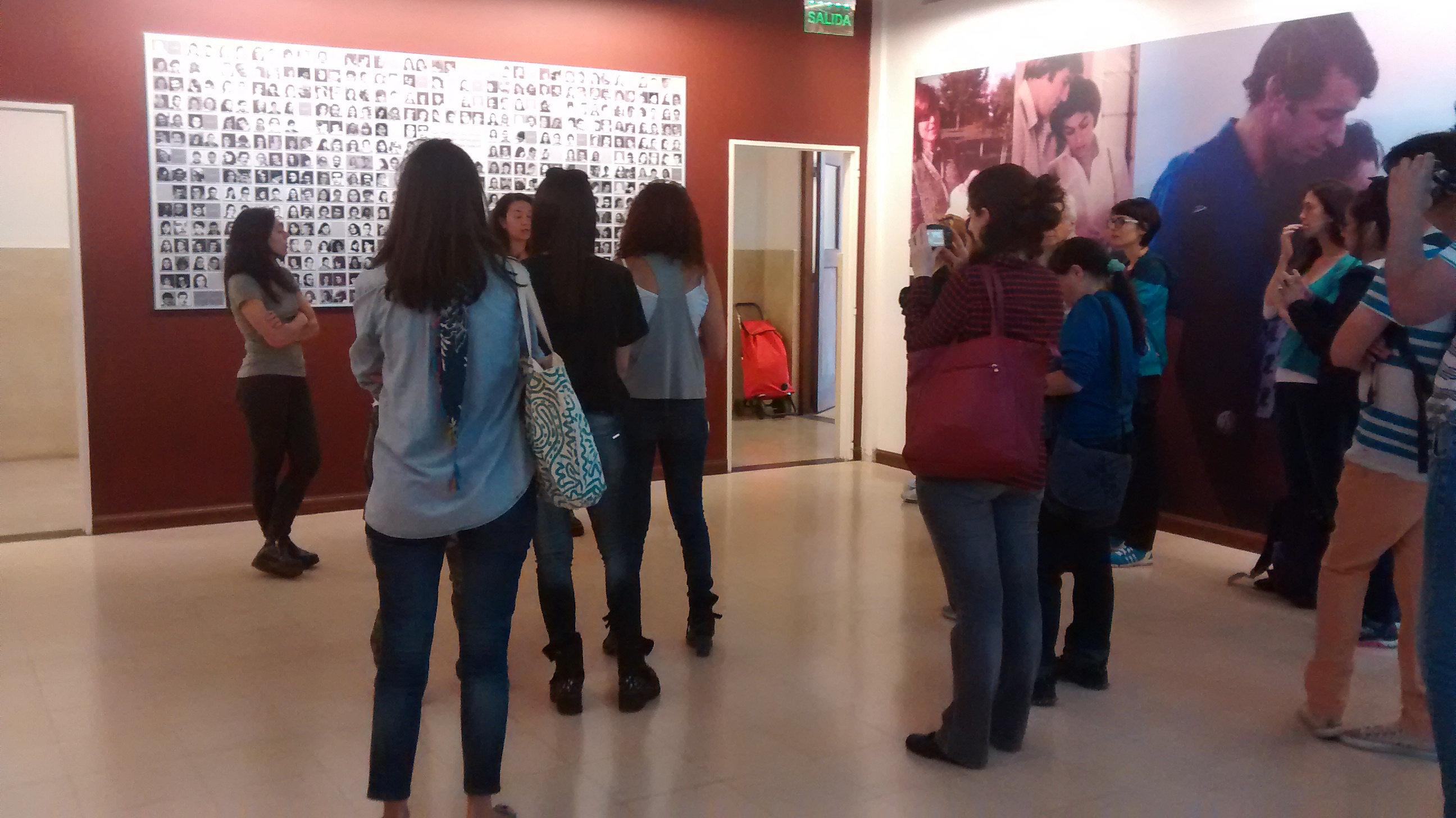
Recorrida por la casa.

## Historia
El edificio fue construido en 1942 y era conocido como el «Pabellón de Operaciones y Comunicaciones». En este inmueble se realizaba un curso que incluía los escalafones de operaciones, comunicaciones y servicios hidrográficos. Las especialidades de operador de señales, equipamiento electrónico y comunicaciones, sonaristas, meteorología, oceanografía e hidrografía eran impartidas en los distintos espacios del edificio.
Frente al edificio existía un mástil con pico, driza y batayolas que era utilizado en la enseñanza de los señaleros. Cursaban cuatro compañías: dos de cabos y dos de aspirantes, integradas cada una de ellas por un número que oscilaba entre los 100 y 300 estudiantes.
Durante la última dictadura militar argentina, entre 1976 y 1982, desde aquí se brindó apoyo técnico y asesoramiento permanente a los equipos electrónicos afectados a la seguridad de la ESMA.
En 1998, el por entonces presidente argentino Carlos Menem, junto al beneplácito de la Marina, dispusieron el traslado de la ESMA a la base naval de Puerto Belgrano, proponiéndose derribar el edificio y convertirlo en un parque de la unidad nacional. Ante la resistencia por parte de movimientos de Derechos Humanos y el fracaso ante la Justicia Federal, en el año 2000 la ciudad revocó la cesión del predio hecha en 1924 y destinó los diferentes edificios de la ESMA para la creación de un Museo de la Memoria.
Para evitar su devolución, la Armada, dependiente del Ministerio de Defensa de Argentina, se lanzó entonces a reforzar el carácter educativo del predio. En el año 2000, se instaló aquí la Escuela Nacional de Náutica Manuel Belgrano, a cargo de la formación de la Marina Mercante. En 2004, el entonces presidente Néstor Kirchner toma la decisión de desocupar el predio y ordena la creación del Espacio Memoria y los Derechos Humanos. El edificio es efectivamente desalojado en noviembre de 2007 y fue cedido a las Abuelas de Plaza de Mayo.
El 24 de marzo de 2014, en homenaje a los 10 años de la recuperación del predio que anteriormente perteneció a la ESMA, lugar donde funcionó el más emblemático centro clandestino de detención, fue creada la «Casa por la Identidad». La ceremonia tuvo la participación de las bandas musicales Bersuit Vergarabat y Los Pericos.

## Constitución

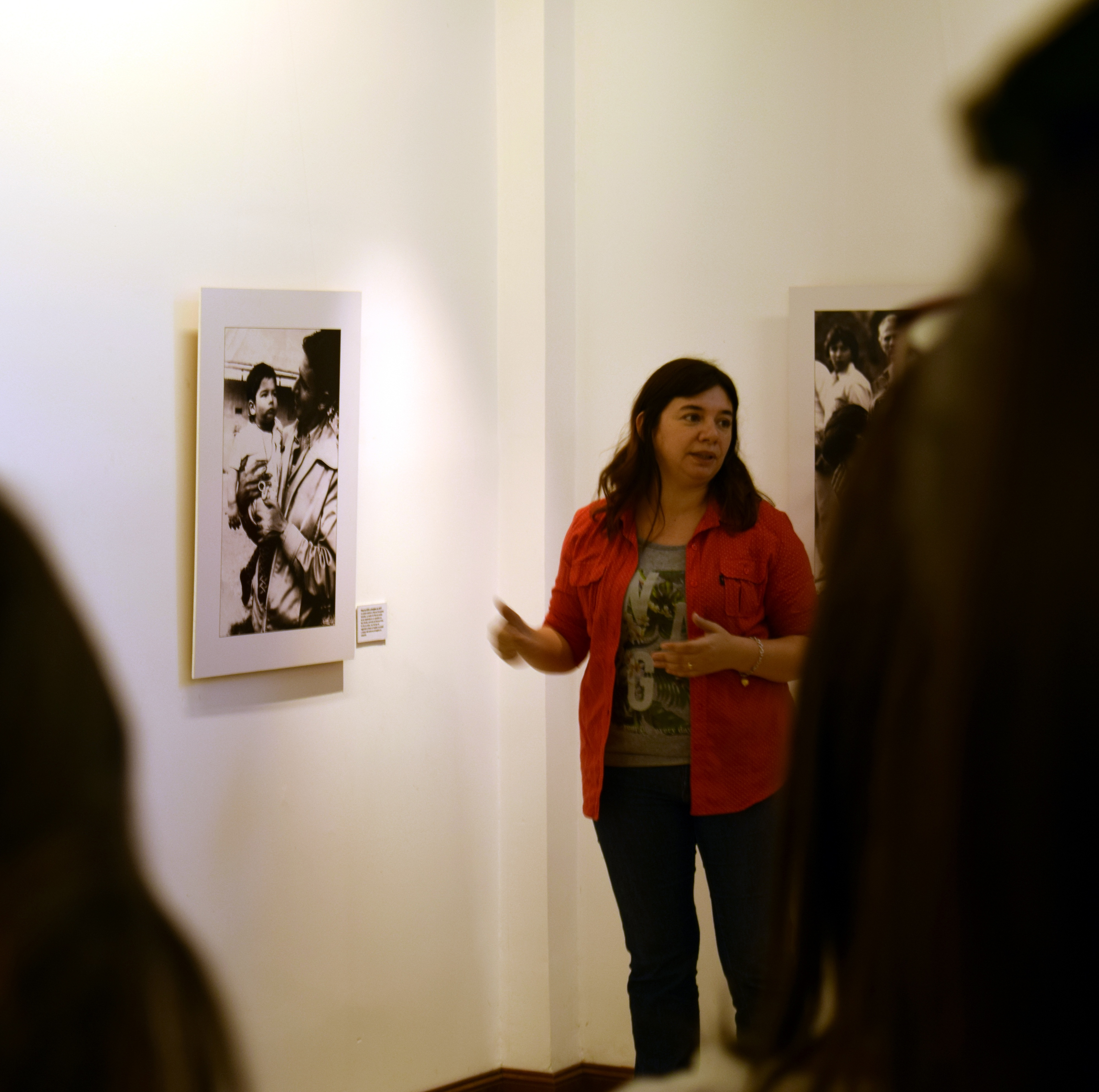
Una hija de detenidos-desaparecidos
Sus padres fueron secuestrados y permanecen desaparecidos. Lorena busca a un/a hermano/a, ya que su madre se encontraba embarazada al momento de ser detenida, en 2010 realizando una visita guiada en la «Casa por la Identidad».

La «Casa por la Identidad» es un predio de 5200 m² que alberga varias salas con muestras fotográficas que recorren la historia de las Abuelas de Plaza de Mayo y los nietos restituidos de su identidad. Las imágenes fueron compiladas por el fotógrafo Alejandro Reynoso y relatan la historia de las últimas décadas de Argentina y la manera en que el deporte, la música y el teatro ayudaron en la búsqueda que realizan las Abuelas. En otra de las salas se exhibe los mecanismos científicos utilizados para las búsquedas genéticas de los nietos y los avances que significaron para la ciencia, como el índice de abuelidad.
El espacio invita a aprender, educar y expresar el ejercicio de la memoria y al derecho a la identidad. En otra de las salas, se encuentra un mural realizado por el artista e historietista Liniers, donde pregona el texto "No nos van a vendar nunca más".